# Charles-Ferdinand Vasa
Charles-Ferdinand Vasa (en polonais : Karol Ferdynand Waza), né à Varsovie le 13 octobre 1613 et mort à Wyszków le 9 mai 1655, est un prince royal polonais, prince-évêque de Wrocław de 1625 à 1640, puis de Płock de 1640 à 1655.

## Biographie
Charles-Ferdinand Vasa est le 3e fils survivant né de l'union du roi de Pologne Sigismond III et de sa seconde épouse Constance d'Autriche. Il est le frère cadet du roi Jean II Casimir Vasa et du cardinal Jean-Albert Vasa. Lui aussi destiné à l'Église, il est nommé prince-évêque de Wrocław le 3 mai 1625, à l'âge de 13 ans. Cette nomination est confirmée par le pape le 22 octobre de la même année. Il devient ensuite évêque de Płock à partir de 1640, et duc d'Opole de 1648 à sa mort.
Charles-Ferdinand Vasa s'affirme en grand mécène pour les artistes et en partisan convaincu de la Compagnie de Jésus : il est à l'origine de l'énorme autel d'argent construit pour l'église des Jésuites à Varsovie. Au cours de la décennie 1640, l'architecte royal Giovanni Battista Gisleni construit pour lui un palais situé sur le bastion nord des fortifications du château royal de Varsovie. Cet édifice est saccagé et détruit par les Suédois et les armées du Brandebourg en 1650, pendant le « Déluge » de la première guerre du Nord. Charles-Ferdinand Vasa meurt le 9 mai 1655 dans un grand palais en bois qu'il avait fait édifier à Wyszków.

## Sources
- (en) Cet article est partiellement ou en totalité issu de l’article de Wikipédia en anglais intitulé « Karol Ferdynand Vasa » (voir la liste des auteurs), édition du 18 avril 2014.
- (en) Catholic Hierarchy.org: Karl Ferdinand Vasa (Wasa)